# پارامغناطیس
خاصیت پارامغناطیس یا پیرا آهنربایی (به انگلیسی: Paramagnetism) خاصیتی است که در آن، ماده پذیرفتاری مغناطیسی مثبت (اما کوچک) دارد، و در نتیجهٔ الکترون های جفت نشده (همانند کیلاتهای گادولینیوم) باعث تشدید میدان مغناطیسی در محیط دور و اطراف می‌گردند.
در شکل‌های زیر، ذرات پارامغناطیس تحت تأثیر یک میدان خارجی، در یک راستای تقریبی قرار می‌گیرند (از سمت راست به چپ).

پارامغناطیس شکلی از خاصیت مغناطیسی مواد است که به واسطه آن بعضی از مواد به وسیلهٔ میدان خارجی اعمال شده جذب می‌شوند. مواد پارامغناطیس شامل بیشتر عناصر شیمیایی و برخی از ترکیبات می‌شوند. آن‌ها تراوایی مغناطیسی نسبی ای بزرگتر یا مساوی با یک دارند و از همین رو توسط میدان مغناطیسی جذب می‌شوند. این مواد که به مقدار اندکی توسط یک میدان مغناطیسی جذب می‌شوند و بعد از قطع میدان حالت مغناطیسی خود را حفظ نمی‌کنند زیرا با قطع میدان حرکت گرمایی موجب جهت‌گیری تصادفی اسپین‌ها می‌شود.

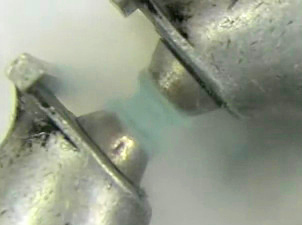
اکسیژن مایع (رنگ آبی) به دلیل خاصیت پارامغناطیس در بین دو قطب یک آهتربای قوی معلق شده.

منشأ پارامغناطیس: ویژگی‌های پارامغناطیس به دلیل وجود برخی از الکترون‌های جفت نشده و آرایش جدید مسیرهای الکترونی است که به دلیل میدان مغناطیسی خارجی بوجود می‌آیند.
| Material  | Magnetic susceptibility, {\displaystyle \chi _{v}} [10−5] (SI units) |
| --------- | -------------------------------------------------------------------- |
| تنگستن    | ۶٫۸                                                                  |
| سزیم      | ۵٫۱                                                                  |
| آلومینیوم | ۲٫۲                                                                  |
| لیتیوم    | ۱٫۴                                                                  |
| منیزیم    | ۱٫۲                                                                  |
| سدیم      | ۰٫۷۲                                                                 |